# 河合秀
河合 秀（かわい しゅう、1971年11月22日 - ）は、日本の俳優。ビッグアップルに所属していた。
東京都出身。身長174cm。血液型はB型。

## 来歴・人物
1992年にテレビドラマ『愛という名のもとに』で俳優デビュー。
1994年のスーパー戦隊シリーズ『忍者戦隊カクレンジャー』のセイカイ / ニンジャイエロー役で多くの人に知られるようになった。
『カクレンジャー』のオーディションでは、合格したらブルーだろうと予想していたが、実際には自身とイメージの異なるイエローであったため思い悩み、序盤は演技が空回りしていたという。第27話の撮影では、炎天下で妖怪の特殊メイクを施した状態でアクションを行い、酸素透過症で倒れてしまったという。
2000年に芸能活動を停止したが、カクレンジャーの共演者との交流は続いており、後述のように要所要所で公の場に姿を見せていた。
2009年に東映チャンネルの『ピンスポ』に出演。サスケ / ニンジャレッド役の小川輝晃、鶴姫 / ニンジャホワイト役の広瀬仁美、サイゾウ / ニンジャブルー役の土田大とインタビューに答えた。東日本大震災後に小川が立ち上げたTwitterアカウント「ヒーロー」にセイカイとして子供たちへのメッセージを送った。
2024年、『カクレンジャー』30周年記念作品『中年奮闘編』への出演の打診を受け、30年ぶりにセイカイ役を演じた。
特技はハンドボール、バスケットボール、水泳。趣味は映画鑑賞。

## 出演

### テレビドラマ
- 愛という名のもとに（1992年、フジテレビ）
- 忍者戦隊カクレンジャー（1994年、テレビ朝日） - セイカイ / ニンジャイエロー 役
- ちょっといいもの（1996年）
- ボイスラッガー 第7話（1999年、テレビ東京）- 特捜隊員 役
- 仮面ライダークウガ 第7話・第8話（2000年、テレビ朝日） - メ・バヂス・バ 役

### 映画
- スーパー戦隊シリーズ
  - 劇場版 忍者戦隊カクレンジャー（1994年、東映） - セイカイ / ニンジャイエロー 役
  - スーパー戦隊ワールド（1994年） - ニンジャイエローの声 役

### バラエティ番組
- さんまのナンでもダービー（1994年、テレビ朝日）

### オリジナルビデオ
- スーパー戦隊シリーズ
  - 忍者戦隊カクレンジャースーパービデオ秘伝之巻（1994年） - セイカイ 役
  - 超力戦隊オーレンジャー オーレVSカクレンジャー（1996年、東映ビデオ） - セイカイ / ニンジャイエロー 役
- ミッドナイトストリート 湾岸ドリフト族（1995年）

### Webドラマ
- 忍者戦隊カクレンジャー 第三部・中年奮闘編（2024年8月4日、東映特撮ファンクラブ） - セイカイ / ニンジャイエロー 役[4]

### ゲーム
- 仮面ライダークウガ（2000年） - メ・バヂス・バの声 役

### CM
- 国民年金基金
- 日本マクドナルド 25周年80円ハンバーガー編
- GEコンシューマー・クレジット
- ほのぼのレイク

### 玩具
- 忍者戦隊カクレンジャー ドロンチェンジャー 30th ANNIVERSARY EDITION（2025年3月）